# Halterofilia adaptada
La halterofilia adaptada es un deporte derivado de la halterofilia, practicado por personas con discapacidad física. Está regulado por la Asociación Internacional para la Recreación y el Deporte de las Personas con Parálisis Cerebral. Formó parte del programa paralímpico entre 1964 y 1992.